# Ben White
Benjamin William White (n. 8 octombrie 1997, Poole, Anglia, Regatul Unit) este un fotbalist britanic, care joacă pe post de fundaș central la Arsenal în Premier League. Pe plan internațional, are prezențe la națională pentru Anglia. Este folosit în mod obișnuit ca fundaș central, dar poate juca și ca fundaș dreapta. 
White și-a început cariera de seniori la vârsta de 18 ani, în 2016, cu Brighton & Hove Albion. A petrecut timp cu Newport County, Peterborough United și Leeds United pe împrumuturi succesive între 2016 și 2019. Ulterior, a jucat în cele patru ligi profesioniste engleze și a câștigat campionatul cu Leeds. După un sezon cu Brighton, White a fost un transfer record al clubului, atunci când a semnat pentru Arsenal în 2021, pe o sumă în valoare de până la 50 de milioane de lire sterline, devenind cel mai scump fundaș al lor.
White și-a făcut debutul internațional la seniori cu Anglia în 2021 la vârsta de 23 de ani și a făcut parte din lotul pentru UEFA Euro 2020 și Cupa Mondială FIFA 2022.

## Palmares
Leeds United
- EFL Championship: 2019–20 [4]

Arsenal
- FA Community Shield: 2023 [5]

Anglia
- Vice-campion al Campionatului European UEFA: 2020 [6]

Individual
- Echipa anului PFA: Campionatul 2019-2020 [7]
- Premiul pentru Jucătorul anului cu Newport County: 2017–18 [8]
- Premiul pentru Jucătorul tânăr al sezonului cu Leeds United: 2019-2020 [9]
- Jucătorul sezonului a lui Brighton & Hove Albion: 2020–21 [10]